# Anthony Beilenson
Anthony Charles Beilenson (New Rochelle, 26 ottobre 1932 – Westwood, 5 marzo 2017) è stato un politico statunitense, membro della Camera dei Rappresentanti per lo stato della California dal 1977 al 1997.

## Biografia
Nato a New Rochelle, dopo gli studi all'Università di Harvard Beilenson divenne avvocato e si trasferì a Los Angeles.
Entrato in politica con il Partito Democratico, nel 1962 venne eletto all'interno della legislatura statale della California, dove rimase per tredici anni.
Nel 1967 fece approvare il "Therapeutic Abortion Act" , che sostanzialmente legalizzava l'aborto in California; il neoeletto governatore dello Stato, Ronald Reagan, pur disapprovando il provvedimento lo firmò, definendo in seguito questa azione un errore dettato dalla sua inesperienza politica.
Nel 1976 si candidò alla Camera dei Rappresentanti e fu eletto. Negli anni successivi venne rieletto per altri nove mandati, finché nel 1996 annunciò il suo ritiro dalla politica attiva e lasciò il Congresso dopo venti anni di permanenza.